# قطعنامه ۴۷۱ شورای امنیت
قطعنامه ۴۷۱ شورای امنیت سازمان ملل متحد که در تاریخ ۰۵ ژوئن ۱۹۸۰ تصویب شد، سندی بین‌المللی دربارهٔ سرزمین‌های اشغالی توسط اسرائیل است. این قطعنامه طی نشست ۲٬۲۲۶ام با ۱۴ موافق، ۰ مخالف و ۱ ممتنع تصویب شد.